# علم تشريع كوكب الأرض

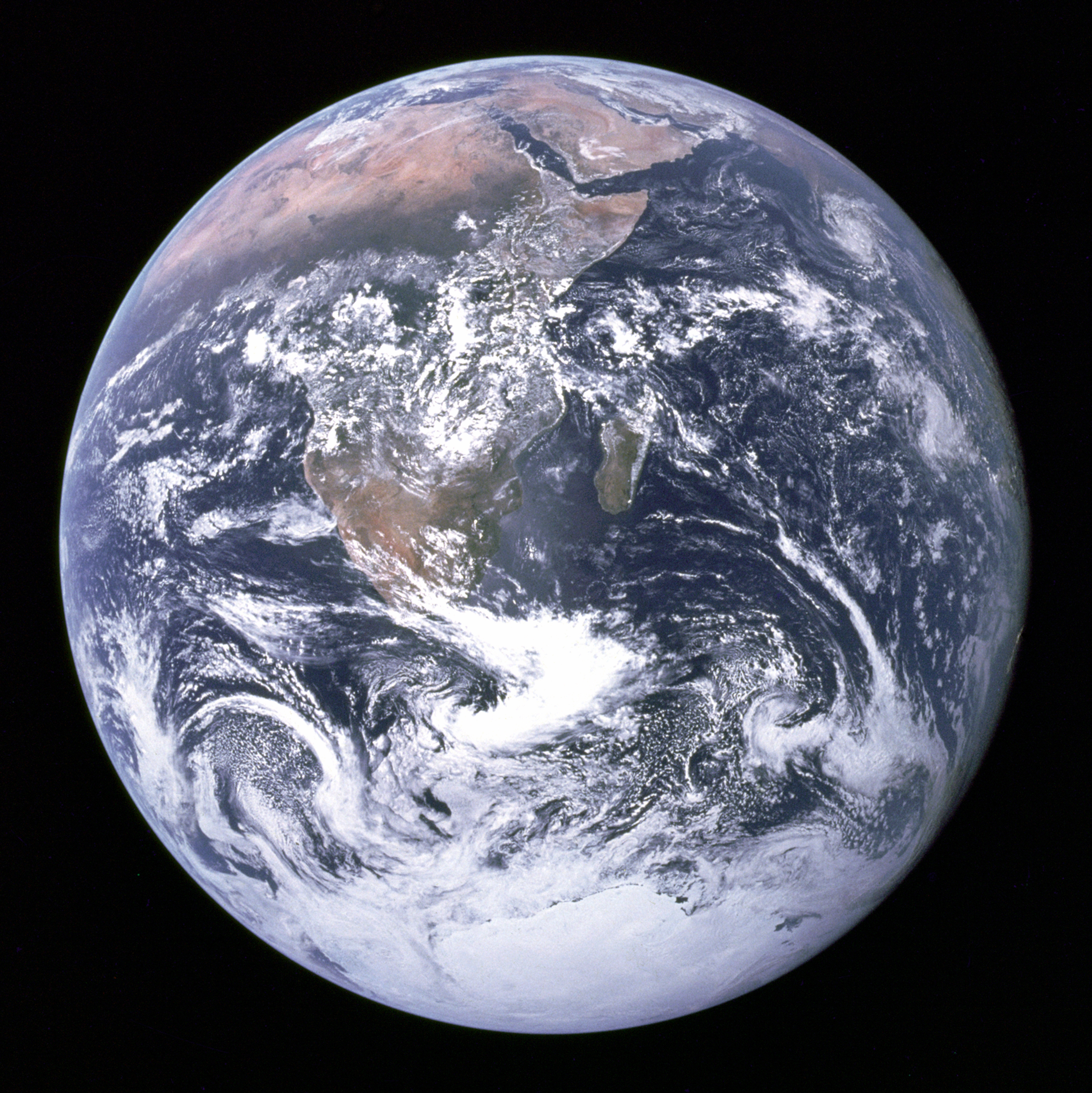

علم تشريع كوكب الأرض أو فقه قضاء كوكب الأرض هو فلسفة قانون وحكم بشري مبنية على حقيقة أن البشر هم مجرد جزء واحد من مجتمع أكبر من الكائنات الحية، وأن مصلحة كل فرد من المجتمع تكون من مصلحة كوكب الأرض بشكل عام. ينص على أن مجتمعات البشر لن تكون قابلة للنمو والازدهار إلا إذا نظمت نفسها بوصفها جزءًا من مجتمع كوكب الأرض الكبير، ويجب أن تفعل ذلك بطريقة متناسبة مع القوانين والمبادئ الأساسية التي تسيطر على كيفية عمل الكون، وهو ما يُسمى «علم التشريع الكبير».
يمكن تمييز علم تشريع كوكب الأرض عن علم التشريع الكبير، لكن يمكن أن يُفهَم أيضًا على أنه مُتضمَّن فيه. يمكن أن يُرى علم تشريع كوكب الأرض بوصفه حالةً خاصةً من علم التشريع الكبير، يطبق مبادئ كونية على العمليات الحكومية والمجتمعية والبيولوجية لكوكب لأرض.
يسعى علم تشريع كوكب الأرض إلى توسيع فهمنا لعلاقة الحكم إلى ما هو أبعد من البشر بمجتمع كوكب الأرض بشكل عام؛ إنه مُركَّز على كوكب الأرض عوضًا عن أن يكون مُركَّزًا على البشر. يهتم بالمحافظة على العلاقات وتنظيمها بين أفراد مجتمع كوكب الأرض لا بين الكائنات الحية البشرية فقط. يُراد من علم تشريع كوكب الأرض أن يوفر قاعدة فلسفية لتطوير أنظمة حكم بشرية وتطبيقها، والتي قد تتضمن أخلاقًا، وقوانينَ، وهيئات، وسياسات، وممارسات. يشدد أيضًا على جعل هذه الرؤى داخلية وعلى الممارسة الشخصية، وذلك بالعيش وفقًا لعلم تشريع كوكب الأرض بصفته أسلوب حياة.
يجب أن يعكس علم تشريع كوكب الأرض فهم المجتمع البشري لكيفية تنظيم نفسه بوصفه جزءًا من مجتمع كوكب الأرض، ويجب أن يعبّر عن سمات علم التشريع الكبير الذي يتشكل منها. ستتنوع تطبيقات علم تشريع كوكب الأرض من مجتمع لآخر مع اشتراكها ببعض العناصر المشتركة. تشتمل هذه العناصر على:
- الاعتراف بأن أي تشريع على كوكب الأرض يوجد في سياق أكبر يشكله ويؤثر على وظائفه
- الاعتراف بأن الكون هو مصدر «حقوق كوكب الأرض» الأساسية لكل أعضاء مجتمع كوكب الأرض، وليس جزءًا ما من أنظمة الحكم البشرية، ومن ثم فلا يمكن لهذه الحقوق أن تُقيَّد بصورة شرعية أو تُلغَى من قبل علم التشريع البشري
- وسيلة للتعرف على أدوار الأعضاء غير البشريين لمجتمع كوكب الأرض و«حقوقهم»، وتقييد البشر عن منع هؤلاء الأعضاء بشكل غير مبرر من أداء هذه الأدوار.
- الاهتمام بالتبادلية والمحافظة على الاتزان الديناميكي بين كل أعضاء مجتمع كوكب الأرض اللتين يحددهما ما هو الأفضل للنظام ككل (عدالة الأرض)
- منهج لقبول السلوك البشري أو رفضه في ضوء ما إذا كان السلوك يقوي الروابط التي تؤلف مجتمع كوكب الأرض أو يضعفها.

## نبذة تاريخية
حدد توماس بيري الحاجة إلى وجود علم تشريع جديد للمرة الأولى، وقد كشف أن مركزية الإنسان المدمِّرة التي بُنيت عليها البنى القانونية والسياسية الموجودة تمثل عائقًا أساسيًا في وجه التحول الضروري إلى عصر بيئي يسعى فيه البشر إلى إنشاء أواصر مودة جديدة مع الوظائف المتكاملة لعالم الطبيعة.
نوقشت الجدوى من تطوير علم التشريع هذا (الذي كان يشار إليه مؤقتًا في ذلك الوقت بـ«علم تشريع كوكب الأرض») في اجتماع حضره بيري في أبريل عام 2001 ونظمته مؤسسة غايا في لندن في مركز مؤتمرات إيرلي خارج واشنطن. حضرته مجموعة من الأشخاص المعنيين بالقانون، وشعوب أصلية من جنوب أفريقيا، وبريطانيا، وكولومبيا، وكندا، والولايات المتحدة.
ظهر أول اكتشاف مُفصَّل مكتوب لعلم تشريع كوكب الأرض وطرح لمصطلح «علم التشريع الكبير» مع نشر كورماك كولينان كتاب القانون البري، الذي أُطلِق في القمة العالمية للتطوير المستدام في كيب تاون عام 2002.
ورشة 2004
في أبريل عام 2004، عُقِدت أول ورشة بريطانية لمناقشة مبادئ علم تشريع كوكب الأرض وتطويرها، وأُطلِق عليها اسم «الورشة البرية للقانون البري: ورشة مسيّرة حول علم تشريع كوكب الأرض». قاد الورشة دونالد رايد (الرئيس السابق لمؤسسة القانون الطبيعي البريطانية) وكورماك كولينان (مؤلف كتاب القانون البري) في شبه جزية كنويدارت (إحدى آخر المناطق البرية الحقيقية في اسكتلندا).
نوقشت جدوى تطوير شكل جديد من علم تشريع كوكب الأرض في مؤتمر واشنطن الذي حضره توماس بيري في أبريل عام 2001 ونظمته مؤسسة غايا في لندن في مركز مؤتمرات إيرلي خارج واشنطن. حضرته مجموعة من الأشخاص المعنيين بالقانون، وشعوب أصلية من جنوب أفريقيا، وبريطانيا، وكولومبيا، وكندا، والولايات المتحدة. في عام 2006، أُسّس أول مركز لعلم تشريع كوكب الأرض في فلوريدا. إن مهمة المركز، الذي يموله بيري وجامعات القديس توماس في فلوريدا، هي إعادة تصوّر قانون وحوكمة بطرق تدعم الكائنات الحية على كوكب الأرض بشكل عام. يتضمن ذلك تبني علاقات تقوية مشتركة بين البشر والطبيعة والتعرف على حقوق الطبيعة.
عُقِد مؤتمر علم تشريع كوكب الأرض البريطاني في نوفمبر عام 2006، «نزهة في الجانب البري: تغيير القانون البيئي»، بناء على كتاب القانون البري لكورماك كولينان. عُقِد المؤتمر في جامعة برايتون، ونُظّم بالاشتراك بين مؤسسة القانون الطبيعي البريطانية ومؤسسة القانون البيئي، وترأسه جون إلكينغتون (من مجلس مستشاري مؤسسة القانون البيئي) بوجود الضيوف المتحدثين: كورماك كولينان، ونورمان بيكر (المتحدث السابق باسم حزب الديمقراطيون الليبراليون البيئي)، وساتيش كومار (ريسورجنس)، وبيغونيا فيلغوريا (شركة غايا القانونية المحدودة).